# Météorite de Kiffa
La météorite de Kiffa est une météorite dont la chute a été observée le 23 octobre 1970 à 8 km au sud-est de Kiffa, dans la région de Assaba au sud de la Mauritanie.